# Konrad Kunick
Konrad Kunick (* 15. Mai 1940 in Leipzig; † 8. Januar 2021 in Bremen) war ein deutscher Politiker (SPD).

## Biografie

### Ausbildung und Beruf
Kunick wuchs in ärmlichen Verhältnissen in einem Barackenlager auf. Nach dem Besuch der Realschule durchlief Kunick eine kaufmännische Ausbildung und war in diesem Bereich berufstätig. In der Wirtschaftsprüfung sowie Betriebsräteberatung der Arbeiterkammer hat er auch mehrere Jahre gearbeitet.
Kunick wohnte in Huchting und später in Osterholz.

### Politik
Kunick war seit 1963 Mitglied der SPD. Er war in verschiedenen Parteiämtern in Huchting und der Stadt Bremen aktiv sowie von 1978 bis 1986 Landesvorsitzender der SPD Bremen.
Nach seinem Wechsel im Wohnort war für die SPD in Bremen-Osterholz aktiv.
Er war von 1971 bis 1987 und von 1991 bis 1994 Abgeordneter in der Bremischen Bürgerschaft. Von 1985 bis 1987 war er Fraktionsvorsitzender seiner Partei in der Bürgerschaft. Von 1987 bis 1991 war er im Senat Wedemeier II Senator für Häfen, Schifffahrt und Verkehr als Nachfolger von Senator Oswald Brinkmann (SPD). Bis zum 7. Februar 1989 war er außerdem Senator für Arbeit. Ab dem 8. Februar 1989 war zusätzlich Senator für das Bauwesen als Nachfolger von Eva-Maria Lemke (SPD), die nach Neuordnung der Zuständigkeiten Senatorin für Umweltschutz und Stadtentwicklung blieb.
Von 1994 bis 2002 (13. und 14. Wahlperiode) war er als direkt gewählter Abgeordneter des Wahlkreises Bremen-West Mitglied im Deutschen Bundestag.
Bundesweit bekannt war Kunick als leidenschaftlicher Dauercamper in Bonn und Berlin als Bundestagsabgeordneter wie auch in Bremen. Er setzte sich für den Erhalt des Campingplatzes am Unisee ein, wo er viele Jahre die Sommermonate verbrachte.